# Railship AG
Die Railship AG ist eine ehemalige Schweizer Reederei. Sie wurde 1973 in St. Gallen gegründet und betrieb eine private Eisenbahnfährverbindung über die Ostsee von Travemünde (Schleswig-Holstein) nach Hanko in Finnland.

## Die Gesellschaft
Bereits 1973 wurden Untersuchungen angestellt, wie die Verbindung des europäischen Bahnnetzes mit Finnland erfolgen könnte. Die größte Schwierigkeit war dabei das unterschiedliche Gleissystem, da in Finnland die Züge auf Breitspurgleisen fahren. Mit einer Entfernung von rund 1000 Kilometer war es damals die längste Eisenbahnfährverbindung der Welt.
Die Gründungsmitglieder waren die Speditionen Schenker und Kühne & Nagel, die Ostmare AG als Schweizer Beteiligungsgesellschaft sowie die Reedereien Effoa aus Finnland und H. M. Gehrckens aus Hamburg, die über eine lange Erfahrung im Finnlandverkehr verfügte.

## Infrastruktur
Da der Warentransport ohne Umladen auf Eisenbahnwaggons anderer Spurweite erfolgen sollte, waren umfangreiche Vorarbeiten notwendig. Spezielle Waggons, deren Radsätze bzw. Drehgestelle getauscht werden konnten, wurden beschafft. In den Häfen Travemünde und Hanko wurden Eisenbahnfähranleger mit entsprechenden Gleisanlagen und Rangiermöglichkeiten gebaut, in Hanko außerdem eine überdachte Umachsanlage und eine Gleisanlage mit beiden Spurbreiten. Die Fähren waren mit Gleisen in Normalspur ausgerüstet, die Umspurung erfolgte im finnischen Hanko.
1984 verfügte die Railship-Gruppe mit ihren Tochtergesellschaften Railship GmbH & Co. in Travemünde und Oy Railship AB in Helsinki über 341 geschlossene Waggons mit einer Nutzlast bis 52,5 t, 266 offene Güterwagen mit bis zu 54,0 t Nutzlast, 202 Austauschdrehgestelle und 202 Radsätze. Die Gesamtinvestitionen beliefen sich auf über 100 Millionen D-Mark. Die Eisenbahnfähre Railship I (IMO-Nr. 7360590) kostete rund 33 Millionen Deutsche Mark.
Wenn die Fähren nicht mit Eisenbahnwaggons ausgelastet waren, konnten auch Trailer transportiert werden. Auch standen für evtl. mitreisende Fahrer Passagierkabinen zur Verfügung.

## Entwicklung

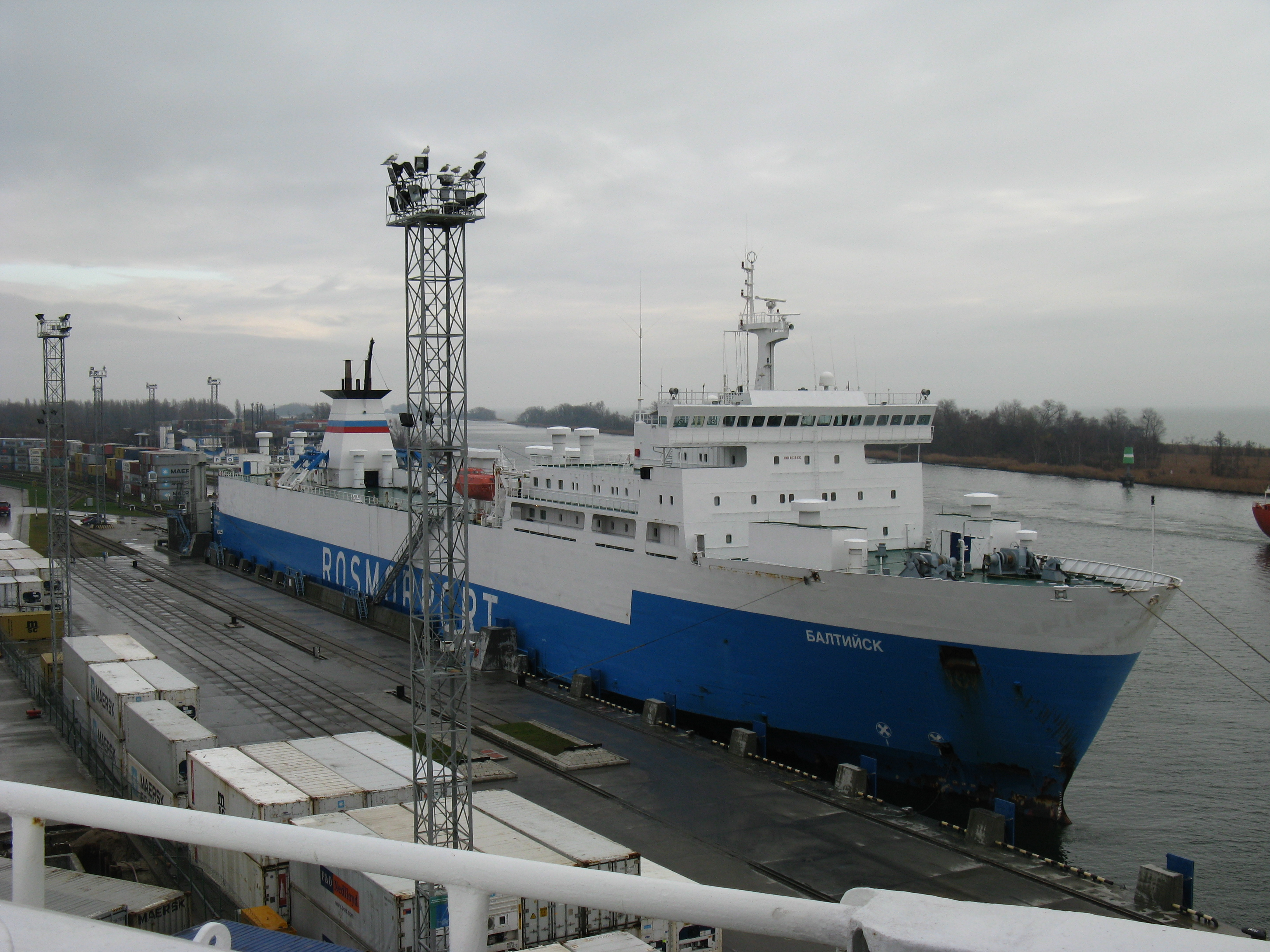
Baltiysk, ex Railship II

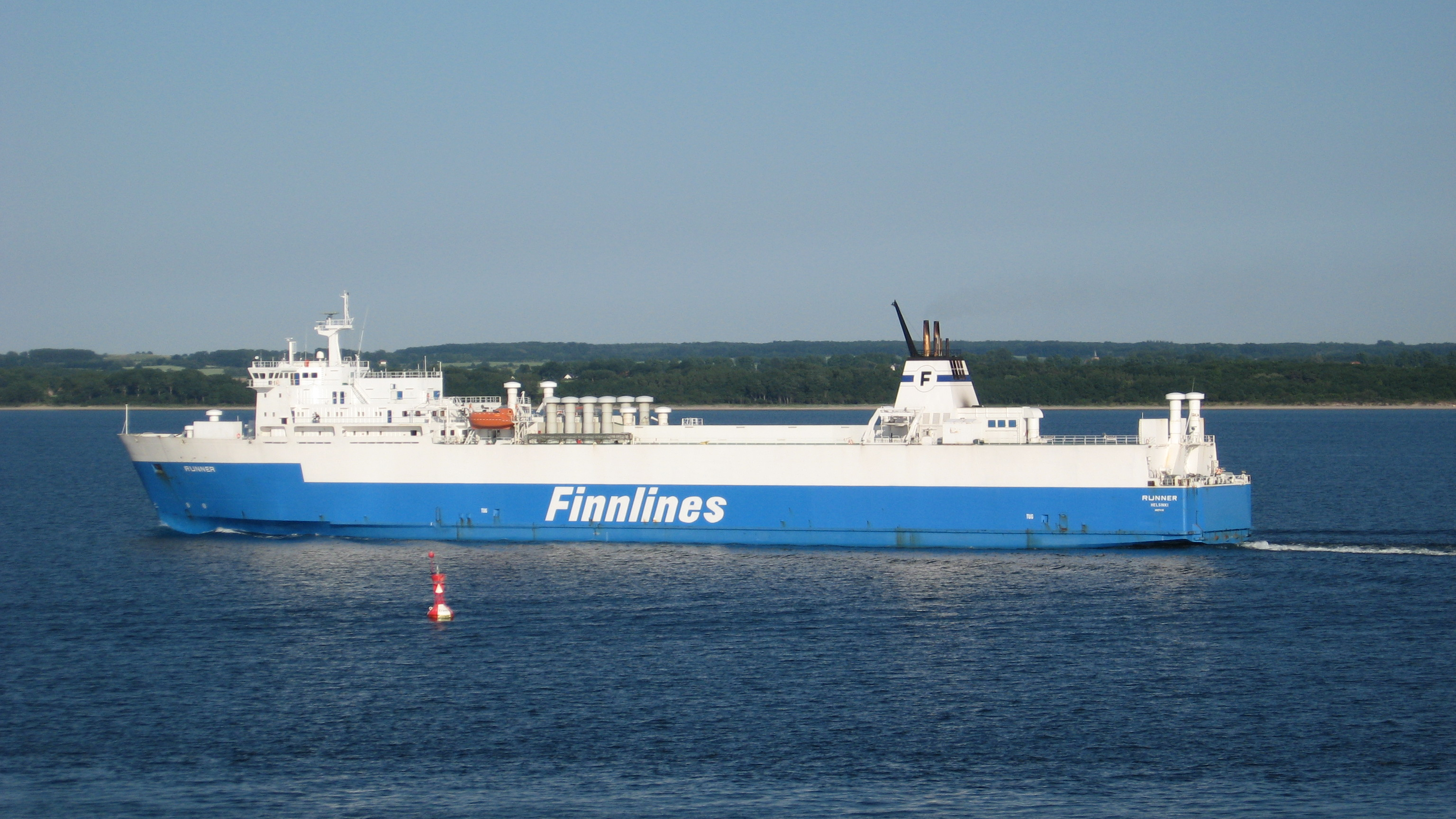
Runner, ex Railship III

Nach anfänglichen Schwierigkeiten konnte die Railship-Gruppe ihren Marktanteil ständig erhöhen, und 1977 war die Kapazitätsgrenze fast erreicht. 1979 wurde die Seebeck-Werft mit der Verlängerung des Schiffes um 27 Meter beauftragt. Dies entsprach einer Transporterhöhung von 30 Prozent. Der Umbau wurde nach umfangreichen Vorarbeiten innerhalb von 20 Tagen ausgeführt. Das Transportaufkommen stieg von 264.000 Tonnen 1977 auf 450.000 Tonnen 1984. Am 22. November 1984 wurde das zweite Schiff, die Railship II in Betrieb genommen und zusätzlich 200 Waggons mit den dazugehörigen Austauschdrehgestellen und Radsätzen beschafft. Der Wagenpark war auf 966 Fahrzeuge angewachsen. Wöchentlich wurden jetzt vier Rundreisen durchgeführt, die Reisedauer Travemünde – Hanko betrug 30 Stunden. 1990 wurde die 3-Deck-Eisenbahnfähre Railship III in Dienst gestellt, seinerzeit mit 190 Metern Länge das weltgrößte Schiff seiner Klasse. Ab 1998 wurde anstatt Hanko der Hafen Turku angefahren. Die technische Betreuung der Waggons wurde von Anfang an auf dem europäischen Kontinent von der Transwaggon, in Finnland von der Oy Railship AB übernommen.

## Auflösung
An der Generalversammlung vom 23. Dezember 2002 wurde die Auflösung der Railship AG mit Sitz in Zug beschlossen und der Betrieb in der Folge eingestellt. Die Schiffe wurden verkauft, die Railship II (IMO-Nr. 8318130) ging nach Russland, die Railship III (IMO-Nr. 8807416) übernahm die finnische Reederei Finland Roro KS und fuhr unter dem Namen Runner, anschließend ging auch sie nach Russland und fuhr unter dem Namen Ambal. Die Liquidation wurde im Juni 2004 abgeschlossen und die Gesellschaft Ende Juni 2004 im Handelsregister gelöscht.